# Ligne 6 du tramway d'Anvers (suppression en 1938)
Pour les articles homonymes, voir Ligne 6.
La ligne 6 du tramway d'Anvers est une ligne, supprimée en 1938, du tramway d'Anvers au Pays-Bas.

## Histoire
La ligne est supprimée le 31 août 1938 et remplacée par une ligne de trolleybus sous le même indice.